# Großenenglis
Großenenglis ist ein Dorf im nordhessischen Schwalm-Eder-Kreis und seit 1974 ein Stadtteil von Borken. Die Gemarkung Großenenglis liegt auf der Großenengliser Platte und ist die nördlichste und mit ca. 988 Hektar die flächenmäßig größte innerhalb der Stadt Borken.

## Geschichte
Die älteste bekannte urkundliche Erwähnung des Orts als Angelgise im Jahre 775 im Breviarium Sancti Lulli der Abtei Hersfeld unterscheidet nicht zwischen den ab dem 13. Jahrhundert zunehmend getrennt beurkundeten Dörfern Großenenglis (erstmals 1255) und Kleinenglis (erstmals 1240). Beide Dörfer waren im 13. Jahrhundert weitgehend im Besitz der Herren von Borken, wohl als Lehnsmannen der Grafen von Ziegenhain, die ihre dortigen Rechte wiederum von der Abtei Hersfeld zu Lehen hielten. Spätestens zu Anfang des 14. Jahrhunderts ging die Hersfelder Lehnsherrschaft von den Ziegenhainer Grafen auf die Landgrafen von Hessen über. Die Herren von Borken verloren erst 1470 ihre letzten Besitzrechte in Großenenglis, wo die Herren von Löwenstein allmählich ihre Nachfolge als größte Grundbesitzer angetreten hatten. Aber auch verschiedene Klöster hatten Besitz und Einkommensrechte in Englis, so Hasungen, Spieskappel, Haina und das Petersstift in Fritzlar.
Ein örtliches Ereignis von geschichtlicher Bedeutung war die vernichtende Niederlage, im Mainzisch-Hessischen Krieg von 1427, der vom Grafen Gottfried von Leiningen, einem Neffen des Erzbischofs, geführten Truppen des Mainzer Erzbischofs Konrad III. von Dhaun am 23. Juli 1427 gegen die des hessischen Landgrafen Ludwig I., mit der Kurmainz den Kampf um die territoriale Vorherrschaft in Nordhessen endgültig verlor. Diese Entscheidungsschlacht in einem jahrhundertelangen Ringen fand nördlich von Großenenglis statt, auf der Großenengliser Platte zwischen Udenborn, Großenenglis, der Kalbsburg und Kleinenglis. Mainz musste danach nahezu alle seine Besitzungen in Nieder- und Mittelhessen von Hessen zu Lehen nehmen. 1544 erfolgte die landgräflich hessische erbliche Belehnung mit Großenenglis für Kurt Katzmann, Schöffen und Bürgermeister von Fritzlar, dessen Familie sich in der Folge auch Katzmann von Englis nannte.
Im Jahre 1585 wurden in Großenenglis 81 Haushalte gezählt. 1639, vier Jahre nachdem die Truppen des bayerischen Generals Lothar Dietrich von Bönninghausen den Ort im Dreißigjährigen Krieg niedergebrannt hatten, waren es nur noch 14 verehelichte Männer und drei Witwen, mit insgesamt drei Pferden und zwei Kühen. Noch fast hundert Jahre nach dem Ende des Kriegs, im Jahre 1747, lag die Zahl der Haushalte mit insgesamt 52 weit unter der von 1585. 1835 wurden 90 Haushalte mit 626 evangelischen, 15 jüdischen und einem katholischen Einwohner gezählt.
Am 18. September 1936 nahm Reichskanzler Adolf Hitler bei Großenenglis eine Militärparade des IX. Armeekorps der Wehrmacht vor 50.000 Zuschauern ab; es war die größte deutsche Militärparade nach dem Ersten Weltkrieg und Abschluss einer umfangreichen zweitägigen Gefechtsübung.
Der südliche Ortsteil (34 Wohnhäuser) musste 1951 dem Braunkohlenbergbau „Altenburg II“ weichen; stattdessen entstand ein neues Siedlungsgebiet im Oberdorf.
Zum 1. Januar 1974 wurde die bis dahin selbständige Gemeinde im Zuge der Gebietsreform in Hessen kraft Landesgesetz in die Stadt Borken eingegliedert. Für alle durch die Gebietsreform eingegliederten Stadtteile wurde Ortsbezirke mit Ortsbeirat und Ortsvorsteher eingerichtet.

## Bevölkerung
Einwohnerstruktur 2011
Nach den Erhebungen des Zensus 2011 lebten am Stichtag, dem 9. Mai 2011, in Großenenglis 1020 Einwohner. Darunter waren 12 (1,2 %) Ausländer.
Nach dem Lebensalter waren 162 Einwohner unter 18 Jahren, 393 zwischen 18 und 49, 246 zwischen 50 und 64 und 216 Einwohner waren älter. Die Einwohner lebten in 465 Haushalten. Davon waren 144 Singlehaushalte, 138 Paare ohne Kinder und 132 Paare mit Kindern, sowie 45 Alleinerziehende und 9 Wohngemeinschaften. In 114 Haushalten lebten ausschließlich Senioren und in 197 Haushaltungen lebten keine Senioren.
Einwohnerentwicklung
| Quelle: Historisches Ortslexikon |                                                  |
| • 1575/85:                       | 21 Hausgesesse                                   |
| • 1639:                          | 14 verheiratete Männer, 3 verwitwete Hausgesesse |
| • 1724:                          | 106 Personen                                     |
| • 1742:                          | 54 Häuser                                        |
| • 1747:                          | 367 Einwohner                                    |

| Großenenglis: Einwohnerzahlen von 1834 bis 2020 | Großenenglis: Einwohnerzahlen von 1834 bis 2020 | Großenenglis: Einwohnerzahlen von 1834 bis 2020 | Großenenglis: Einwohnerzahlen von 1834 bis 2020 | Großenenglis: Einwohnerzahlen von 1834 bis 2020 |
| --- | ----------------------------------------------- | ----------------------------------------------- | ----------------------------------------------- | ----------------------------------------------- |
| Jahr |                                                 |                                                 |                                                 | Einwohner                                       |
| 1834 | 1834                                            |                                                 | 722                                             | 722                                             |
| 1840 | 1840                                            |                                                 | 742                                             | 742                                             |
| 1846 | 1846                                            |                                                 | 749                                             | 749                                             |
| 1852 | 1852                                            |                                                 | 760                                             | 760                                             |
| 1858 | 1858                                            |                                                 | 680                                             | 680                                             |
| 1864 | 1864                                            |                                                 | 684                                             | 684                                             |
| 1871 | 1871                                            |                                                 | 608                                             | 608                                             |
| 1875 | 1875                                            |                                                 | 598                                             | 598                                             |
| 1885 | 1885                                            |                                                 | 548                                             | 548                                             |
| 1895 | 1895                                            |                                                 | 594                                             | 594                                             |
| 1905 | 1905                                            |                                                 | 568                                             | 568                                             |
| 1910 | 1910                                            |                                                 | 554                                             | 554                                             |
| 1925 | 1925                                            |                                                 | 650                                             | 650                                             |
| 1939 | 1939                                            |                                                 | 710                                             | 710                                             |
| 1946 | 1946                                            |                                                 | 1.246                                           | 1.246                                           |
| 1950 | 1950                                            |                                                 | 1.284                                           | 1.284                                           |
| 1956 | 1956                                            |                                                 | 1.088                                           | 1.088                                           |
| 1961 | 1961                                            |                                                 | 1.079                                           | 1.079                                           |
| 1967 | 1967                                            |                                                 | 1.123                                           | 1.123                                           |
| 1970 | 1970                                            |                                                 | 1.080                                           | 1.080                                           |
| 1980 | 1980                                            |                                                 | ?                                               | ?                                               |
| 1990 | 1990                                            |                                                 | ?                                               | ?                                               |
| 2000 | 2000                                            |                                                 | ?                                               | ?                                               |
| 2011 | 2011                                            |                                                 | 1.020                                           | 1.020                                           |
| 2020 | 2020                                            |                                                 | 946                                             | 946                                             |
| Datenquelle: Historisches Gemeindeverzeichnis für Hessen: Die Bevölkerung der Gemeinden 1834 bis 1967. Wiesbaden: Hessisches Statistisches Landesamt, 1968. Weitere Quellen: LAGIS; Stadt Borken (Hessen), Zensus 2011 |                                                 |                                                 |                                                 |                                                 |

Historische Religionszugehörigkeit
| Quelle: Historisches Ortslexikon | |
| • 1861:                          | 671 evangelisch-reformierte, ein evangelisch-lutherischer, ein katholischer, acht jüdische Einwohner |
| • 1885:                          | 538 evangelische (= 98,18 %), ein katholischer (= 0,18 %), 9 jüdische (= 1,64 %) Einwohner           |
| • 1961:                          | 851 evangelische (= 78,87 %), 217 katholische (= 20,11 %) Einwohner                                  |

Historische Erwerbstätigkeit
| • 1961 | Erwerbspersonen: 143 Land- und Forstwirtschaft, 255 Produzierendes Gewerbe, 30 Handel und Verkehr, 50 Dienstleistungen und Sonstiges |

## Politik

### Ortsbeirat
Für Großenenglis besteht ein Ortsbezirk (Gebiete der ehemaligen Gemeinde Großenenglis) mit Ortsbeirat und Ortsvorsteher nach der Hessischen Gemeindeordnung. Der Ortsbeirat besteht aus neun Mitgliedern.
Bei den Kommunalwahlen in Hessen 2021 betrug die Wahlbeteiligung zum Ortsbeirat Großenenglis 59,32 %. Es erhielten die SPD mit 29,67 % der Stimmen, drei Sitze und die „Freie Wählergemeinschaft Großenenglis“ mit 62,50 %, sechs Sitze. Der Ortsbeirat wählte Horst Simmen zum Ortsvorsteher.

### Internationale Partnerschaft
Seit 1970 pflegt Großenenglis eine Partnerschaft mit der Gemeinde Noailles in der Region Picardie, Frankreich.

## Kultur und Sehenswürdigkeiten

### Bauwerke

#### Gutshof, Kirchturm und Kirche

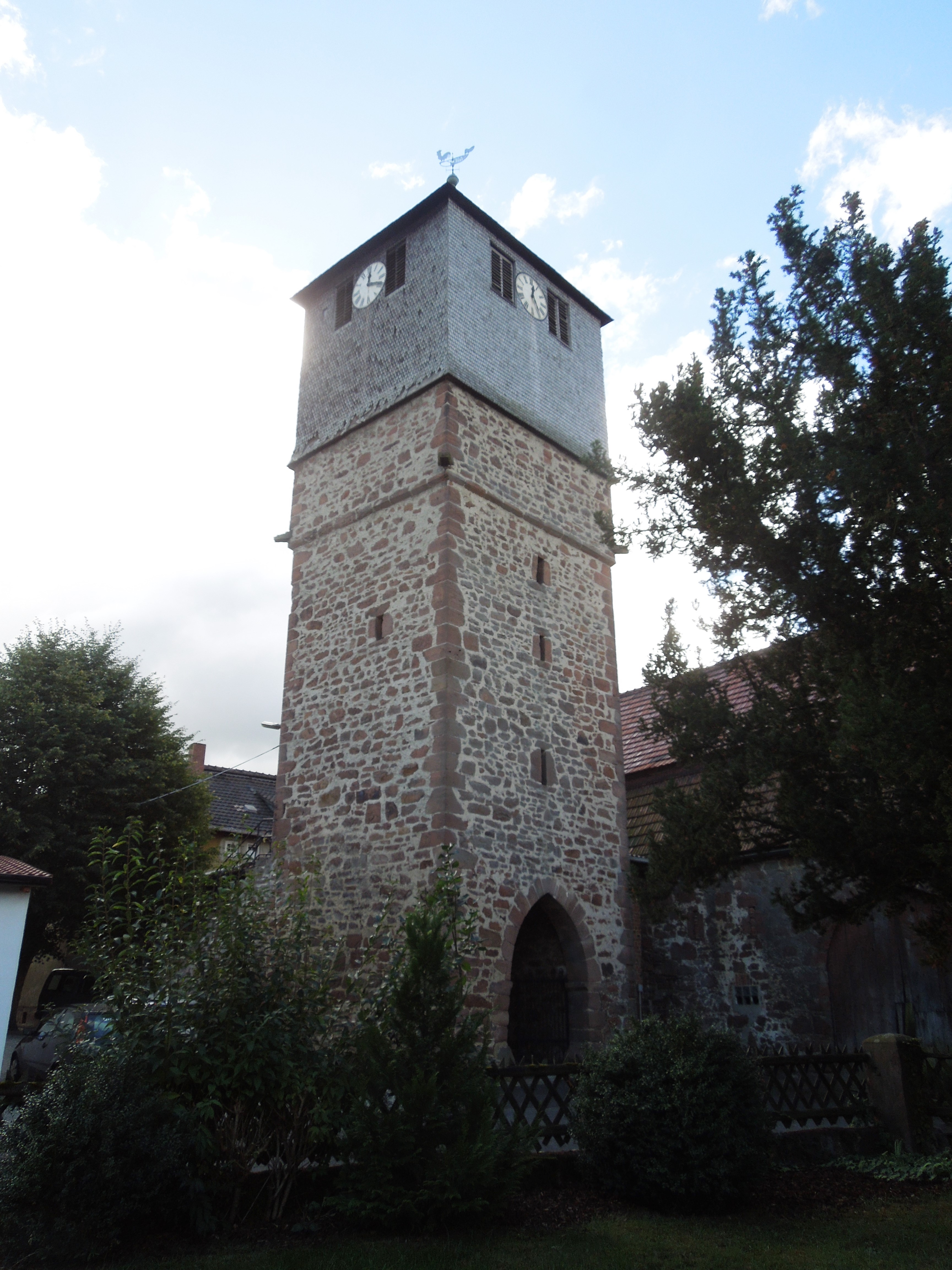
Der Wehr- und Kirchturm

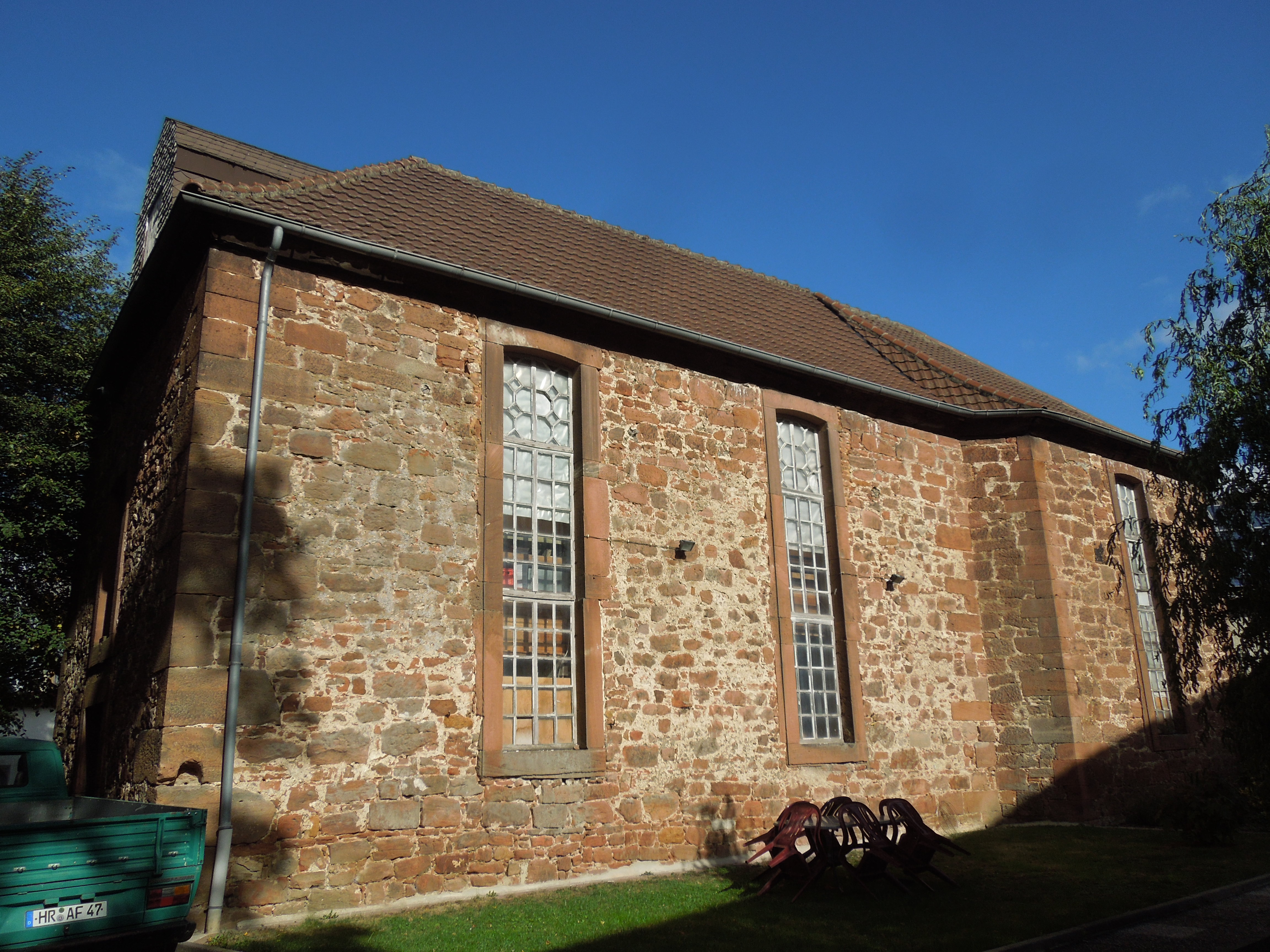
Die ehemalige Dorfkirche

Architektonisches Wahrzeichen des Dorfs ist der 24 Meter hohe und weithin sichtbare spätgotische Kirchturm. Er wurde häufig als „Warte auf der Landwehr“ bezeichnet, da man ihn lange Zeit fälschlicherweise mit dem „Turm auf dem Bonebach“ unweit nördlich der heutigen Kalbsburg gleichsetzte. Der dortige Turm wurde 1431/32 erbaut, wenige Jahre nach dem für die Landgrafschaft Hessen siegreichen Mainzisch-Hessischen Krieg von 1427, war Bestandteil der Landwehr des hessischen Amts Borken gegenüber dem mainzischen Fritzlar und wurde nach 1757 abgebrochen.
Der viergeschossige Turm im Dorf hingegen, mit seinem 6 m im Quadrat messenden Grundriss, war ursprünglich der Torturm des von einer Ringmauer umgebenen Wehrfriedhofs, und seine spitzbogige, tonnengewölbte Durchfahrt war der Zugang zum Kirchhof. Er wurde im 14. oder 15. Jahrhundert errichtet; ein genaues Datum ist nicht bekannt. Das oberste der drei steinernen Geschosse hat ein Tonnengewölbe und einen leicht vorgekragten und ehemals offenen Wehrgang (eine Wehrplatte) mit Wasserspeiern aus Sandstein an den Ecken. Das darunter liegende Geschoss, ebenfalls mit Tonnengewölbe, hat in der Decke ein Schlupfloch als Aufstieg zur Wehrplatte.
1494 belehnte Landgraf Wilhelm II. seinen Amtmann zu Borken, Philipp von Wildungen, Geheimer Rat und Erbküchenmeister, mit dem Turm und einem damit verbundenen Burgsitz, mit der Erlaubnis, dort einen burgähnlichen Bau zu errichten und diesen „Hohen Englyes“ zu nennen. Wildungen richtete sich daraufhin unmittelbar neben dem Kirchhof einen freiadligen Gutshof ein, vom Landgrafen hinsichtlich Steuern und Abgaben befreit, wobei der Turm als Einfahrt in den Gutsbereich einbezogen wurde. Das Herrenhaus entstand im Jahre 1515. Auf Philipp von Wildungen folgte 1516 sein Sohn Caspar, der bis zu seinem Tod 1538 der Eigentümer war. Seine Witwe führte den Gutsbetrieb bis 1542 weiter, ehe sie das Gut an den Fritzlarer Kaufmann Ludwig Katzmann verkaufte; dessen Sohn Konrad wurde dann 1544 vom Landgrafen mit dem Gut belehnt. Nach dem Tod Konrad Katzmanns erbten seine Töchter Margarethe und Elisabeth und sein Sohn Wilhelm das Gut, und 1615 wurde Margarethe Alleinerbin.
Als das Dorf im Juni 1635 während des Dreißigjährigen Kriegs von Truppen des bayerischen Generals von Bönninghausen niedergebrannt wurde, brannten auch das Gutshaus und die Wirtschaftsgebäude bis auf die Grundmauern nieder. Auch der Turmhelm wurde ein Opfer der Flammen. Erst nach dem Verkauf an den Obristen und Forstmeister in Marburg, Eckebrecht Steinfeld, wurden die Gutsgebäude 1659 wieder neugebaut, mit Fachwerkgeschoss auf dem gotischen Erdgeschoss aus Bruchstein. Das Gut wechselte in der Folgezeit mehrfach seine Besitzer und war häufig verpachtet. Seit 1987 ist es im Besitz eines Sprosses der freiherrlichen Familie von Süßkind-Schwendi.
Der Turm wurde 1661 der etwa 10 m entfernten und wohl im Jahre 1265 erbauten turmlosen Kirche, einem Saalbau mit zwei Kreuzgewölben und schmalerem rechteckigem Chor, zugeordnet. Er erhielt einen hölzernen, verschindelten Aufbau mit flachem Zeltdach, der die Glocken aufnahm. 1819 wurde der schadhaft gewordene oberste Bereich durch zwei neue Stockwerke ersetzt. Die Kirche selbst wurde 1779 mit einem breiteren, an den Ecken abgeschrägten quadratischen Chorraum erweitert. Sie wurde 1973 verkauft und wird seitdem als Werkstatt und Lagerhalle genutzt.
Eine neue Kirche wurde am 2. Dezember 1973 eingeweiht. Sie ist ein schmuckloser Zweckbau ohne Kirchturm und bietet Platz für 200 Personen. Mit dem 1968 errichteten Pfarrhaus und dem Gemeindehaus bildet sie das Evangelische Gemeindezentrum in der Mitte des Ortes.

#### Profanbauten
- Amtshaus (Sternstraße, 1686 erbaut als Verwaltungsgebäude derer von Linsingen)
- Ehemaliges Rittergut (erstes Herrenhaus 1505–1515 durch Philipp von Wildungen erbaut, nach Großbrand 1635 erst 1659 neu erbaut.[15])
- Ehemaliges Rittergut Kalbsburg (ca. 2 km nördlich außerhalb gelegen) mit Turm „Hohenenglis“ (= ehem. Trafostation) und Villa (1911–1913 erbaut)

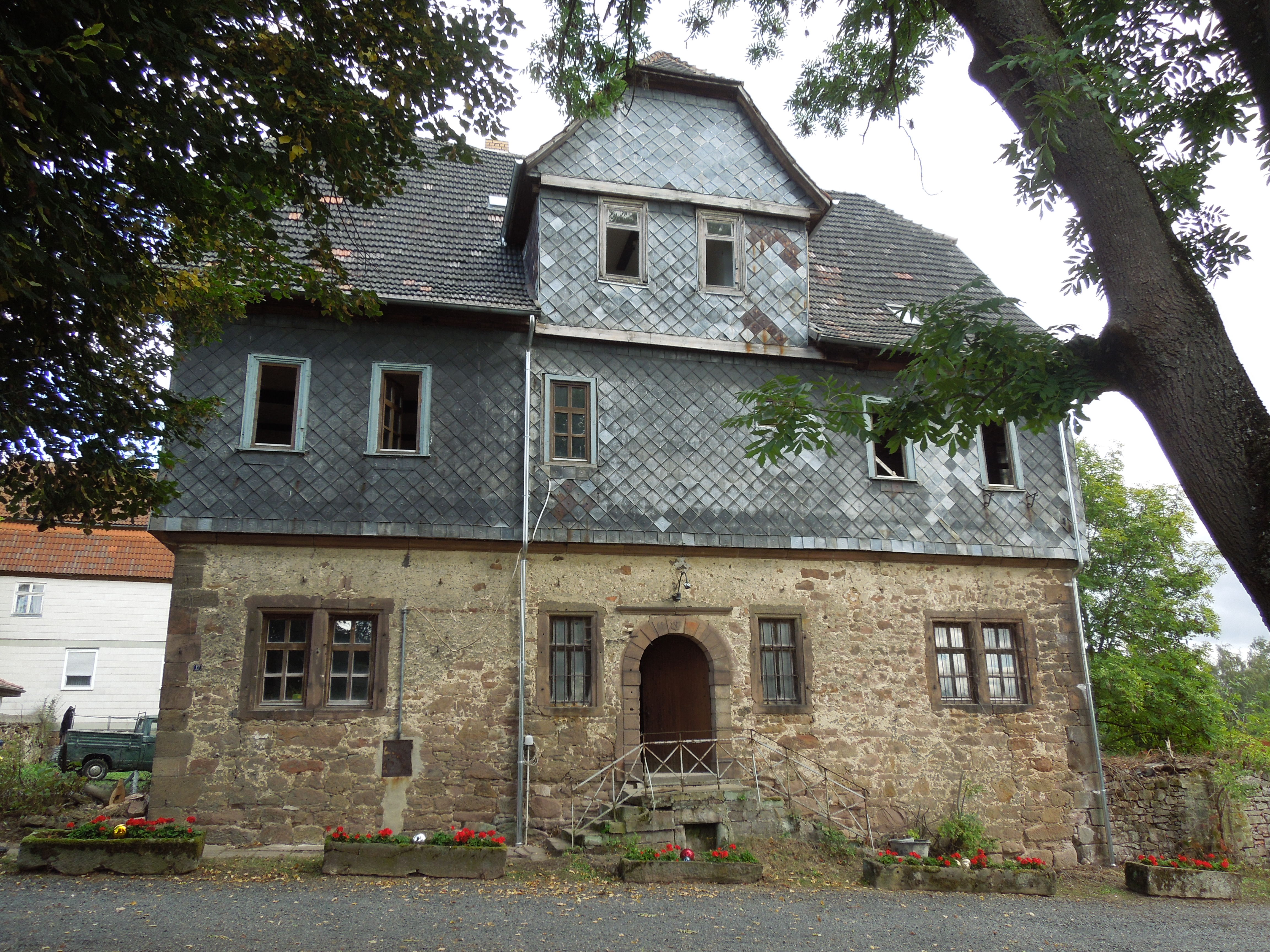
Das ehemalige Amtshaus derer von Linsingen
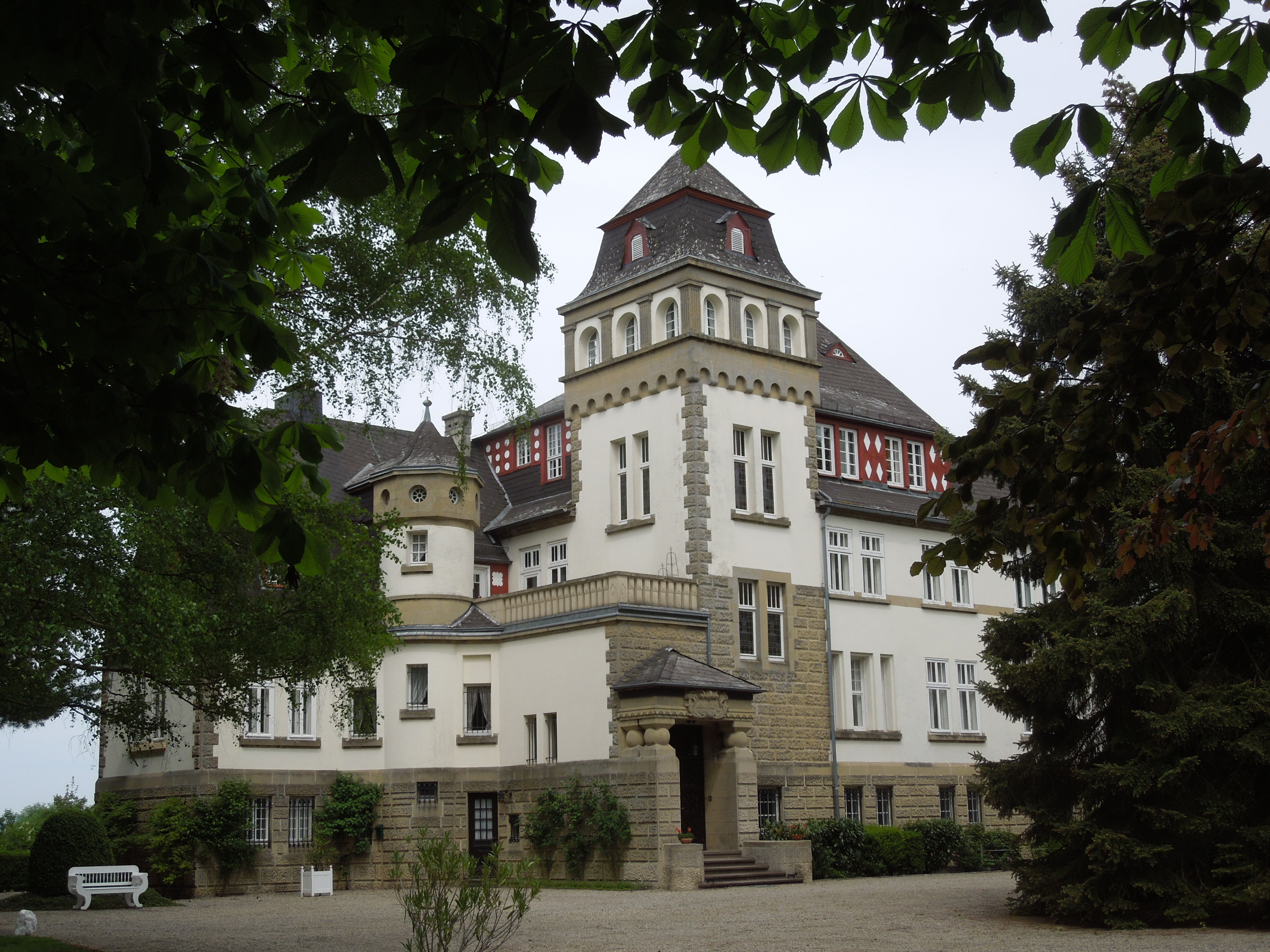
Die Villa Kalbsburg
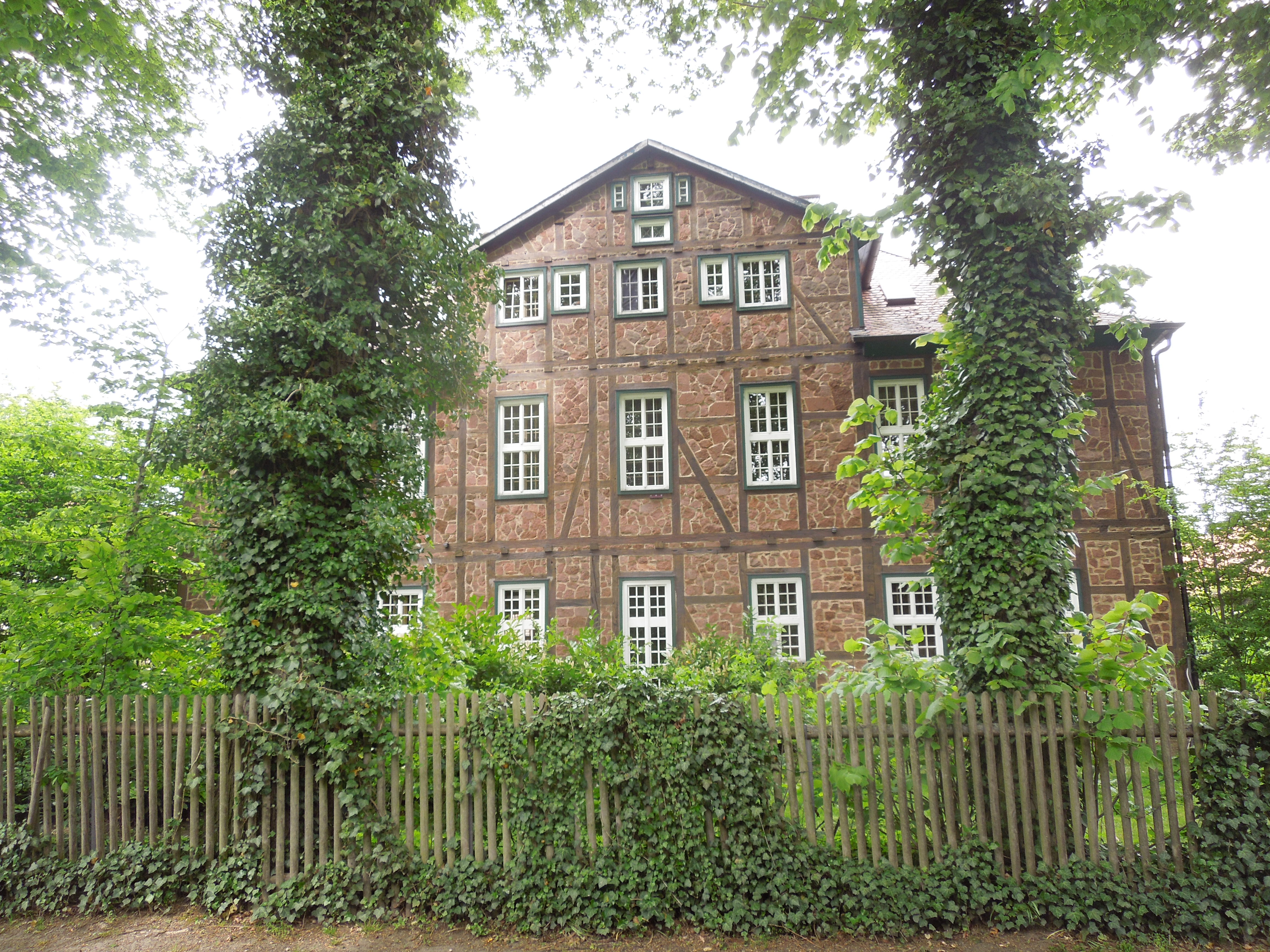
Das ehemalige Herrenhaus Kalbsburg
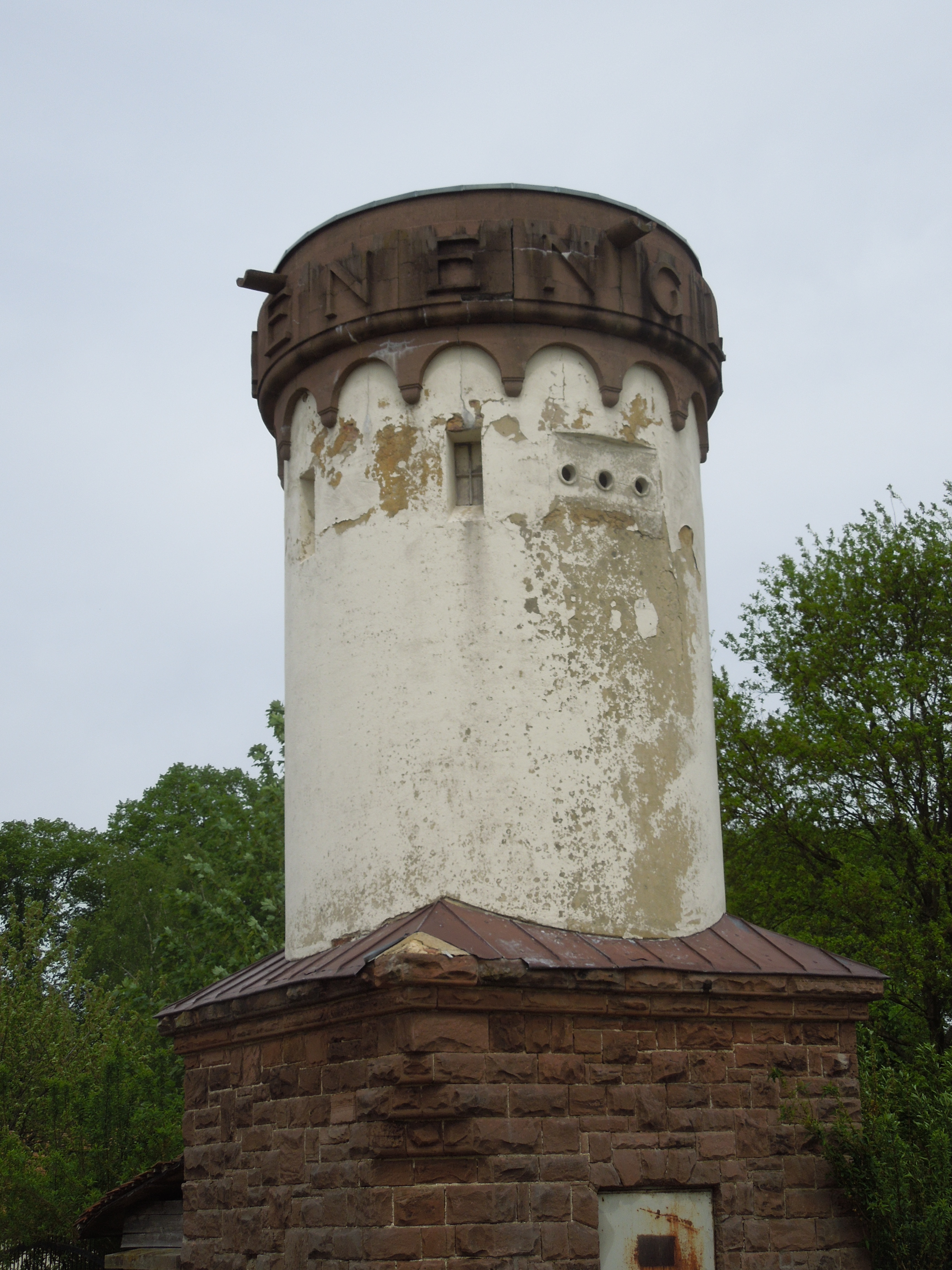
Die ehemalige Trafostation an der Kalbsburg aus dem Jahre 1911

### Sport
Einziger Sportverein in Großenenglis ist der TuS Viktoria Großenenglis 1912 e. V. Der Verein ist auf Breitensport spezialisiert und ist u. a. Ausrichter des jährlich stattfindenden Viktoria-Duathlons, der über regionale Grenzen hinaus bekannt ist. Besonders die Abteilung Damen-Fußball hat eine wichtige Außenwirkung für den gesamten Ort; die Erste Damen-Mannschaft und die C-Juniorinnen spielen derzeit (Saison 2019/20) in der Hessenliga.

## Persönlichkeiten
In Großenenglis ist die Theologin Marianne Hartung (* 1954) geboren und aufgewachsen, deren Hauptwerk „Angst und Schuld in Tiefenpsychologie und Theologie“ im Jahr 1979 erschien.